# Квалификације за Европско првенство у фудбалу 2016 — група Х
Група Х квалификација за Европско првенство у фудбалу 2016. састојала се од шест репрезентација: Италија, Хрватска, Норвешка, Бугарска, Азербејџан и Малта.
Репрезентације Италије и Хрватске су као првопласиране и другопласиране репрезентације избориле директан пласман на првенство, док је као трећепласирана у групи у бараж отишла репрезентација Норвешке.

## Табела
| Табела групе Х | Табела групе Х | Табела групе Х | Табела групе Х | Табела групе Х | Табела групе Х | Табела групе Х | Табела групе Х | Табела групе Х | Табела групе Х |  |         |          |          |          |            |       |  | Домаћи | Домаћи | Домаћи | Домаћи | Домаћи | Домаћи | Домаћи | Гости | Гости | Гости | Гости | Гости | Гости | Гости |
|                | Репрезентација | И              | Д              | Н              | И              | ДГ             | ПГ             | ГР             | Бод.           |  | Италија | Хрватска | Норвешка | Бугарска | Азербејџан | Малта |  | И      | Д      | Н      | И      | ДГ     | ПГ     | Бод.   | И     | Д     | Н     | И     | ДГ    | ПГ    | Бод.  |
| 1.             | Италија        | 10             | 7              | 3              | 0              | 16             | 7              | +9             | 24             |  | —       | 1:1      | 2:1      | 1:0      | 2:1        | 1:0   |  | 5      | 4      | 1      | 0      | 7      | 3      | 13     | 5     | 3     | 2     | 0     | 9     | 4     | 11    |
| 2.             | Хрватска       | 10             | 6              | 3              | 1              | 20             | 5              | +15            | 20             |  | 1:1     | —        | 5:1      | 3:0      | 6:0        | 2:0   |  | 5      | 4      | 1      | 0      | 17     | 2      | 12     | 5     | 2     | 2     | 1     | 3     | 3     | 8     |
| 3.             | Норвешка       | 10             | 6              | 1              | 3              | 13             | 10             | +3             | 19             |  | 0:2     | 2:0      | —        | 2:1      | 0:0        | 2:0   |  | 5      | 3      | 1      | 1      | 6      | 3      | 10     | 5     | 3     | 0     | 2     | 7     | 7     | 9     |
| 4.             | Бугарска       | 10             | 3              | 2              | 5              | 9              | 12             | -3             | 11             |  | 2:2     | 0:1      | 0:1      | —        | 2:0        | 1:1   |  | 5      | 1      | 2      | 2      | 5      | 5      | 5      | 5     | 2     | 0     | 3     | 4     | 7     | 6     |
| 5.             | Азербејџан     | 10             | 1              | 3              | 6              | 7              | 18             | -11            | 6              |  | 1:3     | 0:0      | 0:1      | 1:2      | —          | 2:0   |  | 5      | 1      | 1      | 3      | 4      | 6      | 4      | 5     | 0     | 2     | 3     | 3     | 12    | 2     |
| 6.             | Малта          | 10             | 0              | 2              | 8              | 3              | 16             | -13            | 2              |  | 0:1     | 0:1      | 0:3      | 0:1      | 2:2        | —     |  | 5      | 0      | 1      | 4      | 2      | 8      | 1      | 5     | 0     | 1     | 4     | 1     | 8     | 1     |

## Резултати
| Хрватска                  | 2 : 0  | Малта |
| ------------------------- | ------ | ----- |
| Модрић 46’ · Крамарић 81’ | Детаљи |       |

| Норвешка | 0 : 2  | Италија               |
| -------- | ------ | --------------------- |
|          | Детаљи | Заза 16’ · Бонучи 62’ |

| Азербејџан  | 1 : 2  | Бугарска                   |
| ----------- | ------ | -------------------------- |
| Назаров 54’ | Детаљи | Мицански 14’ · Христов 87’ |

| Италија         | 2 : 1  | Азербејџан        |
| --------------- | ------ | ----------------- |
| Кјелини 44’ 82’ | Детаљи | Кјелини 76’ (аг.) |

| Бугарска | 0 : 1  | Хрватска          |
| -------- | ------ | ----------------- |
|          | Детаљи | Бодуров 36’ (аг.) |

| Малта | 0 : 3  | Норвешка                 |
| ----- | ------ | ------------------------ |
|       | Детаљи | Дели 22’ · Кинг 26’, 49’ |

| Хрватска                                                                                 | 6 : 0  | Азербејџан |
| ---------------------------------------------------------------------------------------- | ------ | ---------- |
| Крамарић 11’ · Перишић 34’, 45’ · Брозовић 45+1’ · Модрић 57’ (пен.) · Садигов 61’ (аг.) | Детаљи |            |

| Норвешка                  | 2 : 1  | Бугарска    |
| ------------------------- | ------ | ----------- |
| Елјонуси 13’ · Нилсен 72’ | Детаљи | Бодуров 43’ |

| Малта | 0 : 1  | Италија  |
| ----- | ------ | -------- |
|       | Детаљи | Пеље 24’ |

| Италија      | 1 : 1  | Хрватска    |
| ------------ | ------ | ----------- |
| Кандрева 11’ | Детаљи | Перишић 15’ |

| Бугарска     | 1 : 1  | Малта            |
| ------------ | ------ | ---------------- |
| Галабинов 6’ | Детаљи | Фаила 49’ (пен.) |

| Азербејџан | 0 : 1  | Норвешка     |
| ---------- | ------ | ------------ |
|            | Детаљи | Нортвеит 25’ |

| Хрватска                                                              | 5 : 1  | Норвешка |
| --------------------------------------------------------------------- | ------ | -------- |
| Брозовић 30’ · Перишић 53’ · Олић 65’ · Шилденфелд 87’ · Прањић 90+4’ | Детаљи | Тети 80’ |

| Бугарска                    | 2 : 2  | Италија                   |
| --------------------------- | ------ | ------------------------- |
| И. Попов 11’ · Мицански 17’ | Детаљи | Минев 4’ (аг.) · Едер 84’ |

| Азербејџан                  | 2 : 0  | Малта |
| --------------------------- | ------ | ----- |
| Хусејнов 4’ · Назаров 90+2’ | Детаљи |       |

| Хрватска     | 1 : 1  | Италија             |
| ------------ | ------ | ------------------- |
| Манџукић 11’ | Детаљи | Кандрева 36’ (пен.) |

| Норвешка | 0 : 0  | Азербејџан |
| -------- | ------ | ---------- |
|          | Детаљи |            |

| Малта | 0 : 1  | Бугарска     |
| ----- | ------ | ------------ |
|       | Детаљи | И. Попов 56’ |

| Италија  | 1 : 0  | Малта |
| -------- | ------ | ----- |
| Пеље 69’ | Детаљи |       |

| Бугарска | 0 : 1  | Норвешка  |
| -------- | ------ | --------- |
|          | Детаљи | Форен 57’ |

| Азербејџан | 0 : 0  | Хрватска |
| ---------- | ------ | -------- |
|            | Детаљи |          |

| Малта                   | 2 : 2  | Азербејџан          |
| ----------------------- | ------ | ------------------- |
| Мифсуд 55’ · Ефионг 71’ | Детаљи | Амиркулиев 36’, 80’ |

| Норвешка                       | 2 : 0  | Хрватска |
| ------------------------------ | ------ | -------- |
| Бергет 51’ · Ћорлука 69’ (аг.) | Детаљи |          |

| Италија           | 1 : 0  | Бугарска |
| ----------------- | ------ | -------- |
| Де Роси 6’ (пен.) | Детаљи |          |

| Хрватска                                  | 3 : 0  | Бугарска |
| ----------------------------------------- | ------ | -------- |
| Перишић 2’ · Ракитић 46’ · Н. Калинић 81’ | Детаљи |          |

| Норвешка                 | 2 : 0  | Малта |
| ------------------------ | ------ | ----- |
| Тети 19’ · Седерлунд 52’ | Детаљи |       |

| Азербејџан  | 1 : 3  | Италија                                 |
| ----------- | ------ | --------------------------------------- |
| Назаров 31’ | Детаљи | Едер 11’ · ел Шарави 63’ · Дармијан 65’ |

| Италија                 | 2 : 1  | Норвешка |
| ----------------------- | ------ | -------- |
| Флоренци 73’ · Пеље 82’ | Детаљи | Тети 23’ |

| Бугарска                          | 2 : 0  | Азербејџан |
| --------------------------------- | ------ | ---------- |
| М. Александров 20’ · Рангелов 56’ | Детаљи |            |

| Малта | 0 : 1  | Хрватска    |
| ----- | ------ | ----------- |
|       | Детаљи | Перишић 25’ |

Напомена: Првобитно је Јерменија била жребована у групи Х, али је померена у групи И због тога што Азербејџан не жели да игра против Јерменије због рата за Нагорно-Карабах.

## Стрелци
6 голова
| - Иван Перишић |

3 гола
| - Димитриј Назаров | - Грацијано Пеле | - Александер Тетеј |

2 гола
| - Рахид Амиргулијев - Ивелин Попов - Илијан Митсански - Антонио Кандрева | - Ђорђо Кјелини - Едер - Џошуа Кинг | - Андреј Крамарић - Лука Модрић - Марцело Брозовић |

1 гол
| - Јавид Хусејнов - Андреј Галабинов - Вентсислав Христов - Димитар Рангелов - Михаил Александров - Николај Бодуров - Алесандро Флоренци - Данијеле де Роси - Леонардо Бонучи - Матео Дармијан | - Симоне Заза - Стефан ел Шарави - Алфред Ефијонг - Клејтон Фајла - Мајкл Мифсуд - Александер Седерлунд - Вегард Форен - Јо Инге Бергет - Матс Мелер Дели | - Тарик Елјунуси - Ховард Нилсен - Ховард Нортвејт - Гордон Шилденфелд - Данијел Прањић - Иван Ракитић - Ивица Олић - Марио Манџукић - Никола Калинић |

Аутогол
| - Рашад Садигов (против Хрватске) - Јордан Минев (против Италије) - Николај Бодуров (против Хрватске) | - Ђорђо Кјелини (против Азербејџана) - Ведран Ћорлука (против Норвешке) |